# Nybosjön (Färila socken, Hälsingland)
Nybosjön är en sjö i Ljusdals kommun i Hälsingland och ingår i Ljusnans huvudavrinningsområde. Sjön har en area på 0,136 kvadratkilometer och ligger 241,1 meter över havet. Sjön avvattnas av vattendraget Kårån.

## Delavrinningsområde
Nybosjön ingår i det delavrinningsområde (687812-146668) som SMHI kallar för Inloppet i Båthussjön. Medelhöjden är 263 meter över havet och ytan är 1,06 kvadratkilometer. Räknas de 3 avrinningsområdena uppströms in blir den ackumulerade arean 43,13 kvadratkilometer. Kårån som avvattnar avrinningsområdet har biflödesordning 2, vilket innebär att vattnet flödar genom totalt 2 vattendrag innan det når havet efter 184 kilometer. Avrinningsområdet består mestadels av skog (70 procent) och sankmarker (16 procent). Avrinningsområdet har 0,14 kvadratkilometer vattenytor vilket ger det en sjöprocent på 13,1 procent.